# تحقیر
تحقیر یا خوار کردن به معنای خدشه‌دار کردن غرور است و می‌تواند موجب رنجش و خجالت شود، یا ممکن است ایجادگر حالتی از فروتنی یا فرومایگی و تسلیم شدن باشد. این احساس در فردی حس می‌شود که پایگاه اجتماعی‌اش، یا با زور، یا به میل خود کاهش یافته‌است. این حس را می‌توان از طریق ارعاب، بدرفتاری جسمی/روانی یا فریب‌کاری یا با شرمسار کردن فرد با فاش کردن جنبه‌ای از زندگی خصوصی‌اش، به‌وجود آورد. عمل تحقیر باید شخص دیگری را درگیر کند، هرچند که لزوماً به‌طور مستقیم یا با میل و خواست قبلی نباشد.

## تأثیرات روانی
فردی که از تحقیر شدید رنج می‌برد ممکن است اختلال افسردگی عمده حتی حالت‌های خودکشی یا اضطراب شدید مانند اختلال استرس پس از سانحه را تجربه کند. از دست دادن موقعیت، مانند از دست دادن شغل یا برچسب دروغ‌گویی یا بی‌انصافی یا بی‌اعتبار بودن خوردن، می‌تواند باعث ناتوانی افراد در رفتار طبیعی در جوامع خود شود. افراد تحقیرشده را می‌توان برای انتقام‌جویی شدید تحریک کرد و برخی از افراد ممکن است احساس بی‌ارزشی، ناامیدی و درماندگی کنند. در صورت عدم تحقق عدالت، افکار خودکشی ایجاد می‌شود. همچنین می‌تواند به بینش جدید، فعالیت و ایجاد خویشاوندی جدید با گروه‌های حاشیه‌ای منجر شود.